# Pont Levasseur
Le pont Levasseur est un pont couvert routier en Abitibi-Témiscamingue, Québec, Canada.
Parmi les derniers ponts couverts construits au Québec, 34 l'ont été à l'Abitibi, et sont associés à sa colonisation. Moins de la moitié d'entre eux subsistent.  
Ce pont en bois à une voie est de type ferme Town élaboré (ou québécois) : modèle modifié par le ministère de la Colonisation du Québec pour le rendre encore plus économique.
Le pont a été construit en 1928. Le pilier a été ajouté vers 1946. Il a été haussé de 60 cm en 1962. En 1985 il a été rénové avec des matériaux traditionnels, sans supports en acier. Après un accident en 2011, il était fermé pendant quatre ans. Il a été repeint en 2016. Le nom rappelle le propriétaire du terrain à proximité. 
Il n'est ouvert qu'en hiver. Sa capacité portante est de 8 tonnes. 
Il n'est pas classé comme bien culturel, mais il est inventorié dans le répertoire du patrimoine culturel du Québec.